# Földes Péter (író)
Földes Péter (Budapest, 1916. május 7. – Budapest, 2005. március 26.) József Attila-díjas magyar író, esszéista.

## Életpályája
1936 és 1942 között a Színházi Élet, a Szabadság, a Képes Családi Lapok újságírója volt. 1945-től 1952-ig a Madách Színház, a Magyar Színház, a Vígszínház rendezője, illetve dramaturgja volt, közben 1948 és 1951 között a Postás Szakszervezet művelődési otthonának igazgatója. 1952-től 1954-ig a Fővárosi Szabó Ervin Könyvtár tudományos munkatársa volt. 1954–től szabadfoglalkozású író volt. 1967 és 1990 között az Írószövetség gyermek- és ifjúsági szakosztályának titkára volt. 1987-től 1990-ig az Írók Szakszervezeti elnökségének tagja volt.

## Családja
Földes Imre (1881–1958) író, színműíró és Kaufmann Valéria (1883–1957) fia. 1966-ban házasságot kötött Antal Lívia (1929–2001) énekművésszel. Egy lánya született: Eszter (1960).

## Művei
- Darazsak és méhek (zenés játék, 1947)
- Ötezer halálraítélt (kisregény, 1948)
- Kanyargós Dráva (regény, 1953)
- Felejthetetlen május (regény, 1954)
- Nyári csata (1954)
- Az ibolyaszínű fény (fantasztikus regény, 1956)
- Találkozás a föld alatt (ifjúsági regény, 1956)
- Százezer (elbeszélés, 1957)
- A túlsó partról. Stromfeld Aurél életregénye (regény, 1959; németül: 1962)
- Mennyei páncélvonat (elbeszélés, 1959)
- Mókuli (ifjúsági regény, 1961; csehül: 1983)
- Madridi induló (elbeszélés, 1961)
- Drámai küldetés. Szamuely Tibor életregénye (regény, 1962; oroszul: 1970)
- Hotel Drezda (1965)
- Az ősidők regénye (esszé, 1966)
- Zalka Máté élete (regény, 1966)
- A Margaréta-ügy (történelmi regény, 1966, 1978)
- A Nagy Október (ismeretterjesztő tanulmány, 1967)
- A delfin lovasa (1969)
- Villa az Andrássy úton (regény, 1969)
- Az utca hadvezére. Landler Jenő életregénye (regény, 1970; oroszul: 1977)
- Érik a ropogós cseresznye (regény, 1971)
- A karvalyos zászló (ifjúsági regény, 1972)
- Az ismeretlen falu (regény, 1973)
- Árpád után (történelmi regény, 1977)
- Belvedere avagy a boldog béke utolsó tíz éve (regény, 1978)
- Így élt Stromfeld Aurél (életregény, 1978)
- Ha az ősi krónikák igazat mondanak (történelmi esszé, 1982)
- Vallanak az ősi krónikák (esszék, 1986)
- Szélvész és napsütés (regény, 1988)
- Anonymus titkos közlései művéről és önmagáról (1994)
- Szót kérnek az ősidők tanúi. Vitázó esszé a legrégibb krónikai hagyomány hiteléről; Móra, Bp., 2001 (Zenit könyvek)

## Díjai, elismerései
- József Attila-díj (1953, 1962)
- Felszabadulási Jubileumi Emlékérem (1970)
- A Munka Érdemrend ezüst fokozata (1975)
- A Munka Érdemrend arany fokozata (1986)
- Babits Mihály-emlékplakett (1981)
- Állami Ifjúsági Díj (1986)
- A Magyar Köztársasági Érdemrend tisztikeresztje (1993)
- Nagy Imre-emlékplakett (1996)
- A MÚOSZ örökös tagja (1997)